# Sortir
Albums de Gérald de Palmas
Un homme sans racines
(2004) Sur ma route
(2011)
Singles
1. Au bord de l'eau
Sortie : 25 mai 2009
2. Dans une larme
Sortie : 28 septembre 2009
3. Mon cœur ne bat plus
Sortie : 1 mars 2010

Sortir est le cinquième album de Gérald de Palmas, sorti en 2009. Il s'agit de son seul et unique album pour le label AZ (Universal). Les singles extraits de l'album sont Au bord de l'eau, grandement diffusé à la radio, Dans une larme et Mon cœur ne bat plus. L'album a été un nouveau succès pour De Palmas, se classant n°2 en France à la fois dans les classements physiques et numériques et n°4 en Belgique.

## Pistes de l'album
1. Au bord de l'eau
2. Dans une larme
3. Rose
4. Mon cœur ne bat plus
5. L'Ange perdu
6. Indemne
7. Qui s'occupe d'elle
8. Fais de ton mieux
9. Pandora's Box (en duo avec Eagle-Eye Cherry)
10. Sous la pluie
11. Sortir